# Rave Racer
Rave Racer (レイブレーサー?, Reibu Rēsā) è un videogioco arcade del 1995 sviluppato da Namco. Terzo titolo della serie di simulatori di corse Ridge Racer, il videogioco prevede una modalità multigiocatore fino a otto giocatori. Rispetto ai giochi precedenti, sono stati aggiunti due nuovi circuiti, una colonna sonora di dodici tracce, force feedback dello sterzo e una grafica superiore sia delle piste che delle otto vetture.

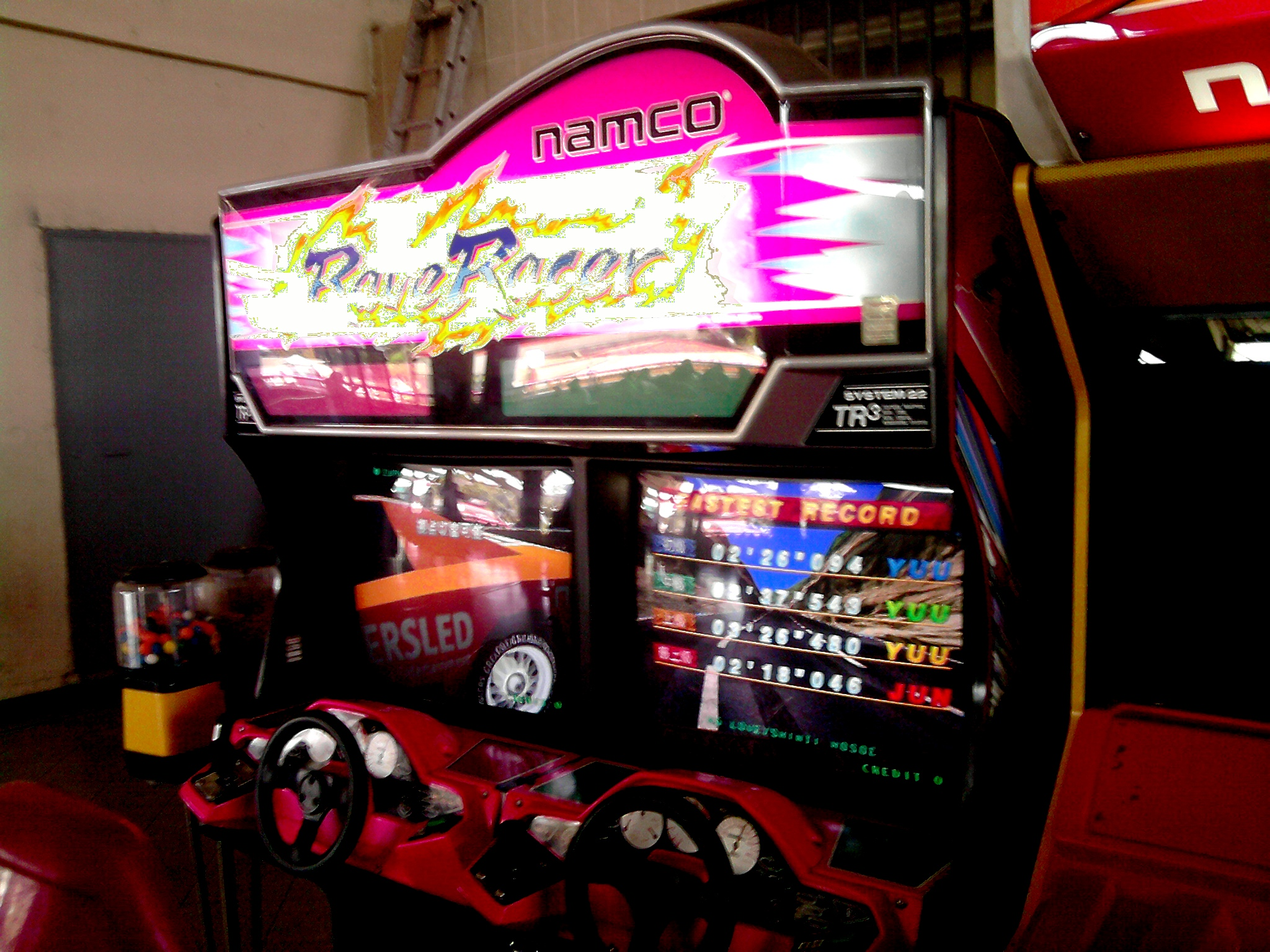
Cabinato a due posti

Prodotto per Namco System 22, del videogioco sono state realizzate conversioni mai distribuite per PlayStation e Microsoft Windows, quest'ultima per il processore grafico PowerVR. Dopo la pubblicazione di Rave Racer la serie è proseguita su PlayStation con Rage Racer (1996), tornando su cabinato solamente nel 2001 con la versione arcade di Ridge Racer V.

## Musiche
- 1. MEGATEN - Lynx On
- 2. MEGATEN - Rave On
- 3. MEGATEN - Wrong Love
- 4. J99 - Blue Topaz
- 5. SANODG - EXT*NOTES
- 6. MEGATEN - Rotten 7
- 7. AYA - Kamikaze
- 8. SANODG - Jazz Mission
- 9. SANODG - Rare Hero 3 (Pacific Mix)
- 10. MEGATEN - Yororeri Hey
- 11. AYA - Euphoria
- 12. SANODG - Teknopera
- 13. AYA - Heart of Hearts
- 14. MEGATEN - Hard Floor
- 15. SANODG - Rally-JNGL-X
- 16. AYA - G.O.
- 17. J99 - Water Front (Ambient Mix)

## Auto
- Derota : Lister Storm
- Steel Gunner : Lister Storm
- Tower of Druaga : Dodge Viper
- Dragon Project : Dodge Viper
- Xevious : Dodge Viper
- Cybersled : Lister Storm
- Metal Hawk : Lister Storm
- Gaplus : Dodge Viper
- Lucky & Wild : Nissan Sentra
- Cyber Cyles : Nissan Sentra
- Dig Dug : Nissan Sentra
- Orange Green Blue : Nissan Sentra